# 舞 (格闘家)
舞（まい、1973年8月19日 - ）は、日本の元女子総合格闘家。東京都国分寺市出身。

## 来歴
ボクシングを1年ほどやった後パラエストラ松戸に入門。プロデビュー前のアマチュアマッチでは元生ゴンギャルの坂本奈緒子と対戦し、アマでは反則となる顔面への打撃で両者にイエローカードが出るほど激しい打撃戦を展開した。その3か月後の2003年8月6日、スマックガール・六本木Velfarre大会でプロデビューし、羽鳥庸子（後のバッカス羽鳥）に1ラウンドTKO勝ち。
2004年8月5日、SMACKGIRL後楽園ホール大会で川畑千秋を判定で下し、新人トーナメント「Next Cinderella Tournament」優勝を飾る。
本業が柔道整復師のため、デビュー当初は「まいっちんぐ“舞”こ先生」というキャッチフレーズが付けられたが、トーナメント優勝後は、トーナメント名と得意のマシンガンパンチから「マシンガン・シンデレラ」に変更された。
2005年8月17日の国立代々木競技場第二体育館大会の対渡辺久江戦（判定負け）を最後にパラエストラを離れチーム品川に移籍、さらに鍼灸師按摩マッサージ師の国家試験受験のためしばらく試合を離れる。2006年9月15日の後楽園ホール大会で女子プロレスラーの風香を相手に1年1か月ぶりに試合を行うも、判定負けを喫した。
2007年、SMACKGIRL KILLER QUEEN TOURNAMENTのフライ級（-48kg）に出場。1回戦で吉田正子、準決勝で大室奈緒子をともに判定で下し、9月6日の決勝でEdgeと対戦予定であったが、練習中に下顎を骨折したため欠場となった。同年10月8日、自身のブログにて第一線からの引退を発表した。

## 戦績
| 総合格闘技 戦績 | 総合格闘技 戦績 | 総合格闘技 戦績 | 総合格闘技 戦績 | 総合格闘技 戦績 | 総合格闘技 戦績 | 総合格闘技 戦績 |
| --------------- | --------------- | --------------- | --------------- | --------------- | --------------- | --------------- |
| 12 試合         | (T)KO           | 一本            | 判定            | その他          | 引き分け        | 無効試合        |
| 8 勝            | 3               | 0               | 5               | 0               | 0               | 0               |
| 4 敗            | 0               | 0               | 4               | 0               | 0               | 0               |

| 勝敗 | 対戦相手     | 試合結果                         | 大会名                                                                                               | 開催年月日    |
| ○    | 大室奈緒子   | 5分2R終了 判定3-0                | SMACKGIRL 2007 〜最強はUSAだと女王は言った〜 【SMACKGIRL KILLER QUEEN TOURNAMENT フライ級 準決勝】   | 2007年5月19日 |
| ○    | 吉田正子     | 5分2R終了 判定2-1                | SMACKGIRL 2007 〜女王は新宿の夜を赤く染るか？〜 【SMACKGIRL KILLER QUEEN TOURNAMENT フライ級 1回戦】 | 2007年3月11日 |
| ×    | 風香         | 5分2R終了 判定0-3                | SMACKGIRL 2006 〜群女割拠〜                                                                          | 2006年9月15日 |
| ×    | 渡辺久江     | 5分2R終了 判定0-3                | SMACKGIRL 2005 〜Dynamic!!〜                                                                         | 2005年8月17日 |
| ○    | 渡邊浩財子   | 2R 0:44 腕ひしぎ十字固め         | SMACKGIRL-F 2005 〜Next Cinderella Tournament 2005 2nd stage〜                                       | 2005年7月10日 |
| ×    | おっさん     | 5分2R終了 判定1-2                | SMACKGIRL 2005 〜COOL FIGHTER LAST STAND〜 【ライト級王座次期挑戦者決定トーナメント 1回戦】          | 2005年4月30日 |
| ○    | 山崎恵美     | 1R 0:36 チョークスリーパー       | SMACKGIRL-F                                                                                          | 2005年1月8日  |
| ×    | 松本裕美     | 5分2R終了 判定0-3                | SMACKGIRL 2004 〜近藤有希引退記念興行〜                                                              | 2004年11月4日 |
| ○    | 川畑千秋     | 5分2R終了 判定3-0                | SMACKGIRL 2004 〜聖地凱旋〜 【Next Cinderella Tournament 決勝】                                      | 2004年8月5日  |
| ○    | 高橋まり     | 5分3R終了 判定2-1                | SMACKGIRL F 〜5月病をブッ飛ばせ! 夏も近いぞスマックF祭〜 【Next Cinderella Tournament 準決勝】       | 2004年5月16日 |
| ○    | 吉田正子     | 5分2R終了 判定3-0                | SMACKGIRL 〜Next Cinderella Tournament & SG-F6〜 【Next Cinderella Tournament 1回戦】                | 2004年2月1日  |
| ○    | バッカス羽鳥 | 1R 2:01 TKO（3ダウン：右フック） | SMACKGIRL Third Season-VI                                                                            | 2003年8月6日  |

## 獲得タイトル
- スマックガール Next Cinderella Tournament 優勝（2004年）